# جيانجوا شين
جيانجوا شين (بالإنجليزية: Jiang Chen)‏ (24 يونيو 1986 الصين - ) هو لاعب كرة قدم أسترالي، يلعب كمهاجم، شارك في الألعاب الأولمبية الصيفية 1988.

## روابط خارجية
- جيانجوا شين على موقع الاتحاد الدولي (مؤرشف)  (الإنجليزية)
- جيانجوا شين على موقع قاعدة بيانات كرة القدم.إي يو (الإنجليزية)